# احمد الحبیب
احمد الحبیب (انگلیسی: Ahmed Al-Habib؛ زادهٔ ۲ ژانویهٔ ۱۹۹۳) یک ورزشکار اهل عربستان سعودی است.
از باشگاه‌هایی که در آن بازی کرده‌است می‌توان به باشگاه فوتبال نجران عربستان سعودی و باشگاه فوتبال الرائد عربستان سعودی اشاره کرد.